# Romancero (sèrie de televisió)
Romancero és una sèrie de televisió espanyola de terror sobrenatural creada per Fernando Navarro i MANSON per a Amazon Prime Video. S'ha doblat i subtitulat al català.

## Sinopsi
Ambientada a Andalusia, la trama segueix dos nens (Cornelia i Jordán) mentre fugen durant una nit de malson.

## Repartiment
- Elena Matic com a Cornelia[3]
- Sasha Cócola com a Jordán[3]
- Ricardo Gómez com a Sorroche[4]
- Guillermo Toledo[2]
- Belén Cuesta com a Carmen[4]
- Julieta Cardinali[2]
- Alba Flores com a Tábata[4]

## Producció
La sèrie és una producció de 100 Balas (The Mediapro Studio). Els llocs de rodatge a la província d'Almeria inclouen els municipis d'El Ejido, Níjar i Tabernas, mentre que també es van rodar imatges a la pedrera de Portland Valderrivas a Madrid. La sèrie consta de sis episodis amb una durada mitjana d'uns trenta minuts.

## Estrena
La sèrie va tenir una presentació al 56è Festival de Cinema de Sitges el 13 d'octubre de 2023. Es va estrenar a Amazon Prime Video el 3 de novembre de 2023.